# Malpighia ovata
Malpighia ovata är en tvåhjärtbladig växtart som beskrevs av Joseph Nelson Rose. Malpighia ovata ingår i släktet Malpighia och familjen Malpighiaceae. Inga underarter finns listade i Catalogue of Life.